# Provocator mirabilis
Provocator mirabilis är en snäckart som först beskrevs av Harold John Finlay 1926.  Provocator mirabilis ingår i släktet Provocator och familjen Volutidae. Inga underarter finns listade i Catalogue of Life.